# Jungiella hoberlandti
Jungiella hoberlandti är en tvåvingeart som beskrevs av Jezek 1990. Jungiella hoberlandti ingår i släktet Jungiella och familjen fjärilsmyggor.
Artens utbredningsområde är Iran. Inga underarter finns listade i Catalogue of Life.